# Brachynervus anchorimaculus
Brachynervus anchorimaculus är en stekelart som beskrevs av He och Chen 1994. Brachynervus anchorimaculus ingår i släktet Brachynervus och familjen brokparasitsteklar. Inga underarter finns listade.